# Christoph M. Achammer

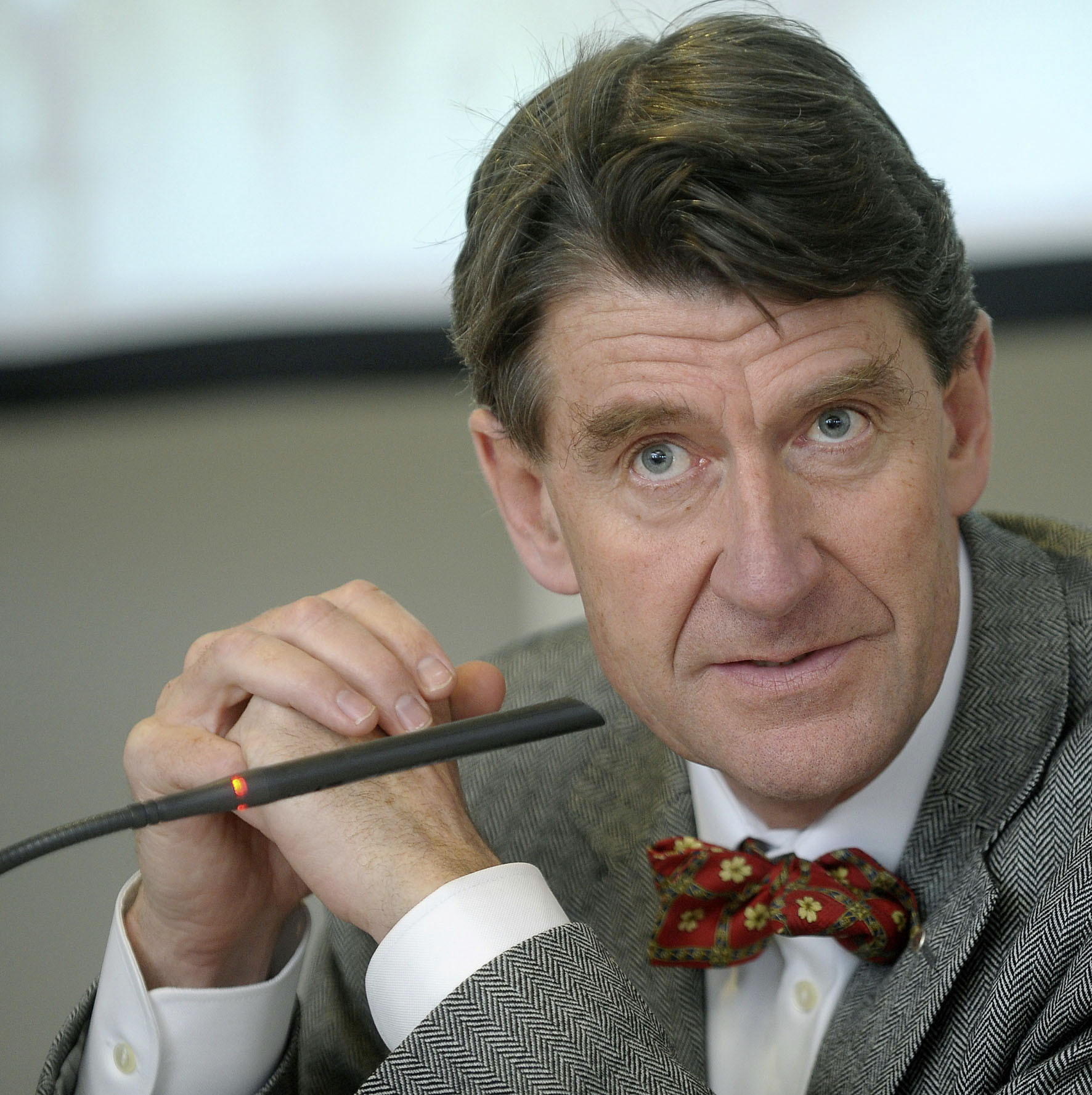
Christoph M. Achammer (2010)

Christoph M. Achammer (* 21. Februar 1957 in Innsbruck) ist ein österreichischer Architekt und Universitätsprofessor an der Technischen Universität Wien (TU Wien).

## Leben
Christoph M. Achammer studierte Architektur an der Technischen Universität Wien. Lehr- und Wanderjahre absolvierte er unter anderem bei Hofman & Maculan im Mittleren und Fernen Osten sowie bei Skidmore Owings & Merrill (SOM) in Chicago, USA.
Seit 1989 ist Christoph M. Achammer Partner bei ATP architekten ingenieure (vormals ATP Achammer Tritthart und Partner), die Firma, die sein Vater Fred Achammer 1951 gegründet hatte, seit 1999 Mitglied des Vorstandes und seit 2006 Vorstandsvorsitzender der ATP Holding. 2001 gründete Christoph M. Achammer in seiner Funktion als ATP-Vorstand die Alpbacher Architekturgespräche im Rahmen des Europäischen Forum Alpbach (EFA), die er bis 2005 konzipierte. Von 2006 bis 2012 leitete Christoph M. Achammer das Forum Architektur des German Council of Shopping Centers (GCSC). Zwischen 2009 und 2015 war er Mitglied der Jury für den European Shoppingcenter Award des International Council of Shopping Centers (ICSC). Als Gründungsvorstand der IG Lebenszyklus Hochbau leitete er die Arbeitsgruppe Planung und arbeitete 2013 federführend an der Entwicklung eines Leitfadens für öffentliche und private Bauherren mit. Seit 2017 ist Christoph M. Achammer Ehrenvorsitzender im Vorstand der IG Lebenszyklus.

## Lehrtätigkeit
Christoph M. Achammer lehrt seit 2002 als Universitätsprofessor an der Technischen Universität Wien und ist Inhaber des Lehrstuhls für Industriebau und integrale Bauplanung am Institut für interdisziplinäres Bauprozessmanagement. Das BIM Lab des Lehrstuhls ist Treiber der Entwicklungen von Building Information Management Systemen als professionelles Werkzeug für die zukünftigen Planungs- und Bauprozesse 4.0. In seinen wissenschaftlichen Arbeiten und Vorträgen widmet er sich Aspekten der Integralen Planung in Hinblick auf Nachhaltigkeit und Lebenszykluskosten und Digitalisierung am Beispiel des Industriebaus. Seit 2003 veranstaltet Christoph M. Achammer im Zweijahresrhythmus das Internationale Industriebauseminar der TU Wien, das jeweils in Buchform dokumentiert ist. Als Institutsleiter des Instituts für Integrale Bauplanung und Industriebau der TU Wien ist Christoph M. Achammer Mitinitiator des seit 2008 stattfindenden integralen Studierendenwettbewerbs Junior Concrete Trophy und seit 2021 dessen Nachfolge der „Interdisciplinary Student Design & Engineering Challenge (ISDEC2030)“.